# Rivaler på galej

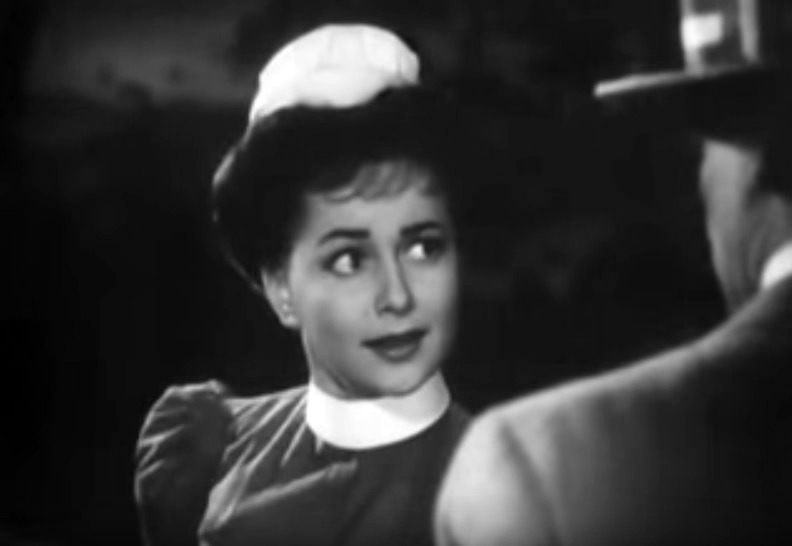
Olivia de Havilland som Amy Lind.

Rivaler på galej (engelska: The Strawberry Blonde) är en amerikansk romantisk komedifilm från 1941 i regi av Raoul Walsh. I huvudrollerna ses James Cagney och Olivia de Havilland och i övriga roller märks Rita Hayworth, Alan Hale, Jack Carson och George Tobias. Både Walsh och filmens huvudrollsinnehavare var tidigare främst förknippade med gangsterfilmer, men här gjorde man en lättsammare romantisk komedi som utspelade sig i 1890-talets New York. Historien byggde på en Broadway-pjäs skriven av James Hagan ursprungligen uppförd 1933. Filmen Oscar-nominerades för bästa filmmusik.

## Rollista i urval
- James Cagney - T.L. 'Biff' Grimes
- Olivia de Havilland - Amy Lind
- Rita Hayworth - Virginia Brush
- Alan Hale - William 'Old Man' Grimes
- Jack Carson - Hugo Barnstead
- George Tobias - Nicholas Pappalas
- Una O'Connor - Mrs. Timothy Mulcahey
- George Reeves - Harold
- Lucile Fairbanks - Harolds flickvän
- Edward McNamara - Big Joe
- Nan Wynn - Rita Hayworths sångröst (ej krediterad)

## Musik i filmen i urval
- The Band Played On, musik av Chas. B. Ward, text av John F. Palmer
- Bill Bailey, Won't You Please Come Home?, musik och text av Hughie Cannon
- Meet Me in St. Louis, Louis, musik av Kerry Mills, text av  Andrew B. Sterling
- In the Evening by the Moonlight,  musik och text av James Allen Bland
- Wait Till the Sun Shines, Nellie, musik av Harry von Tilzer, text av Andrew Sterling
- The Fountain in the Park, musik av Ed Haley
- In the Good Old Summertime, musik av George Evans
- Love Me, and the World Is Mine, musik av Ernest Ball, text av Dave Reed Jr.
- In the Shade of the Old Apple Tree, musik av Egbert Van Alstyne
- In My Merry Oldsmobile, musik av Gus Edwards
- Let the Rest of the World Go By, musik av Ernest Ball, text av J. Keirn Brennan
- When You Were Sweet Sixteen, skriven av James Thornton